# Ropica ghanaensis
Ropica ghanaensis là một loài bọ cánh cứng trong họ Cerambycidae.